# Stocklacher Mühle
Die Stocklacher Mühle (oder auch Stockelacher Mühle) war eine Wassermühle am Südrand der Gemarkung von Kleinenglis, einem heutigen Stadtteil von Borken im nordhessischen Schwalm-Eder-Kreis. Sie wurde 1977 abgerissen, um einer Braunkohle-Tagebaugrube im Borkener Braunkohlerevier Platz zu machen.

## Lage
Die Mühle befand sich auf 180 m Höhe am Nordufer der Schwalm westlich von Borken, etwa 80 m östlich des heutigen Badesees Stockelache.
Wie die Niveaukarte des Kurfürstentums Hessen der Jahre 1840 bis 1861 zeigt, leitete ein südlich der Südostecke der heutigen Stockelache in die Schwalm gebautes Wehr Wasser in einen kurzen, etwa parallel zum Flussverlauf nach Nordosten führenden Mühlgraben, der die Mühle speiste und bald darauf dort wieder in den Fluss mündete, wo dieser in einer scharfen Rechtskurve nach Süden umbog.

## Geschichte
Die Mühle wird im Jahre 1578 als „Newen Moln (Neue Mühle) uff der Schwalm under Kerstenhausen“ im Salbuch des landgräflichen Amts Borken erstmals urkundlich erwähnt, als Hans Scholfbachs Erben aus Arnsbach einen Zins an den Landgrafen von Hessen-Kassel zu zahlen hatten. 1677 erscheint sie dann anlässlich einer Taufe beim Schlagmüller Pauly Nette als „Stockelachs Mühle“ im Kleinengliser Kirchenbuch. Die Mühle blieb mehrere Generationen im Besitz der Familie Nette, und noch 1774 zahlte der Schlagmüller Johannes Nette zwei Florin Meierzins an das landgräfliche Rentamt in Borken. Er hatte keinen Sohn, und so wurde sein Schwiegersohn, der Ölmüller Hermann Lauterbach aus Kleinenglis, sein Nachfolger. Der Müllersohn Johann Adam Schminke aus Wehren heiratete 1829 Lauterbachs Tochter und übernahm die Mühle. Er und seine Nachfahren nutzten sie überwiegend zum Mahlen von Ölfrüchten. Wann die Umstellung von Schlagmühle auf Steinmühle erfolgte, ist nicht bekannt; sie mag schon von Hermann Lauterbach durchgeführt worden sein.
Im Jahr 1912 ließ August Schminke ein neues Mühlengebäude mit angeschlossenem Wohnhaus errichten, aber Ende der 1930er Jahre stellte sein gleichnamiger Sohn die Ölherstellung ein und konzentrierte sich auf seine Landwirtschaft. Dessen Enkel Karl Schminke überschrieb die Mühle, den Hof und die umliegenden landwirtschaftlichen Flächen im Jahre 1976 an die PreussenElektra, die dort einen Braunkohle-Tagebau eröffnete, während er auf einen ihm von der PreussenElektra eingerichteten Landwirtschaftsbetrieb in Altenbücken umsiedelte. Die Mühlengebäude wurden 1977 abgebrochen.
Koordinaten: 51° 3′ 50″ N, 9° 14′ 45″ O